# 奧斯卡·奧特

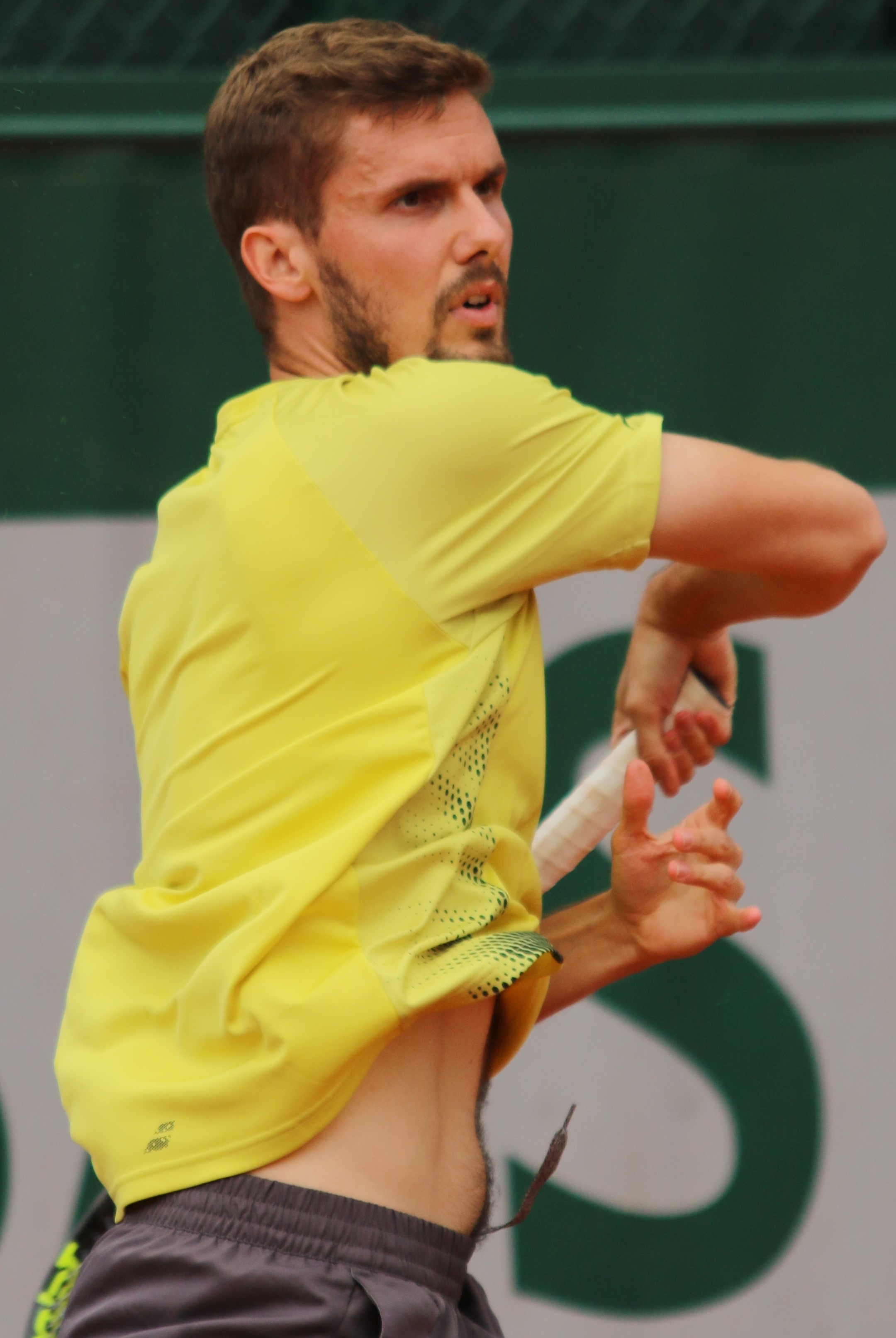

奧斯卡·奧特（德語：Oscar Otte；1993年7月16日—）是德國的一位網球選手。2017年10月16日，他的單打世界排名來到129位。在2021年，他成功進入溫網和美網的正賽，並打入美網男子單打的第四輪。

## 外部連結
- 奧斯卡·奧特（英文/西班牙文）的官方資料